# Войвож (приток Большой Сойю)
Войвож (устар. Вой-Вож) — река в России, протекает по территории Вуктыльского округа в Республике Коми. Слиянием с рекой Лун-Вож образует в качестве левой составляющей реку Большая Сойю. Длина реки составляет 28 км.
Исток находится в 32 км к юго-западу от села Дутово и в 63 км к юго-западу от города Вуктыл. В верхнем течении течёт на северо-восток, затем поворачивает на юго-восток, всё течение проходит по ненаселённому, всхолмлённому, частично заболоченному лесному массиву. Русло сильно извилистое, собирает воду многочисленных болотистых ручьёв, но именованных притоков не имеет.
Ширина реки в нижнем течении около 7 метров.

## Этимология гидронима
Гидроним происходит из коми-пермяцкого языка, в котором вой— «ночь», «север», «северный», а слово вож — «приток», «ветвь», «ответвление».

## Данные водного реестра
По данным государственного водного реестра России относится к Двинско-Печорскому бассейновому округу, водохозяйственный участок реки — Печора от водомерного поста у посёлка Шердино до впадения реки Уса, речной подбассейн реки — бассейны притоков Печоры до впадения Усы. Речной бассейн реки — Печора.
Код объекта в государственном водном реестре — 03050100212103000060978.